# Becusi Centro
Becusi Centro (deutsch Zentral-Becusi) ist eine osttimoresische Aldeia. Sie liegt im Norden des Sucos Becora (Verwaltungsamt Cristo Rei, Gemeinde Dili). 2015 hatte Becusi Centro eine Einwohnerzahl von 4995.

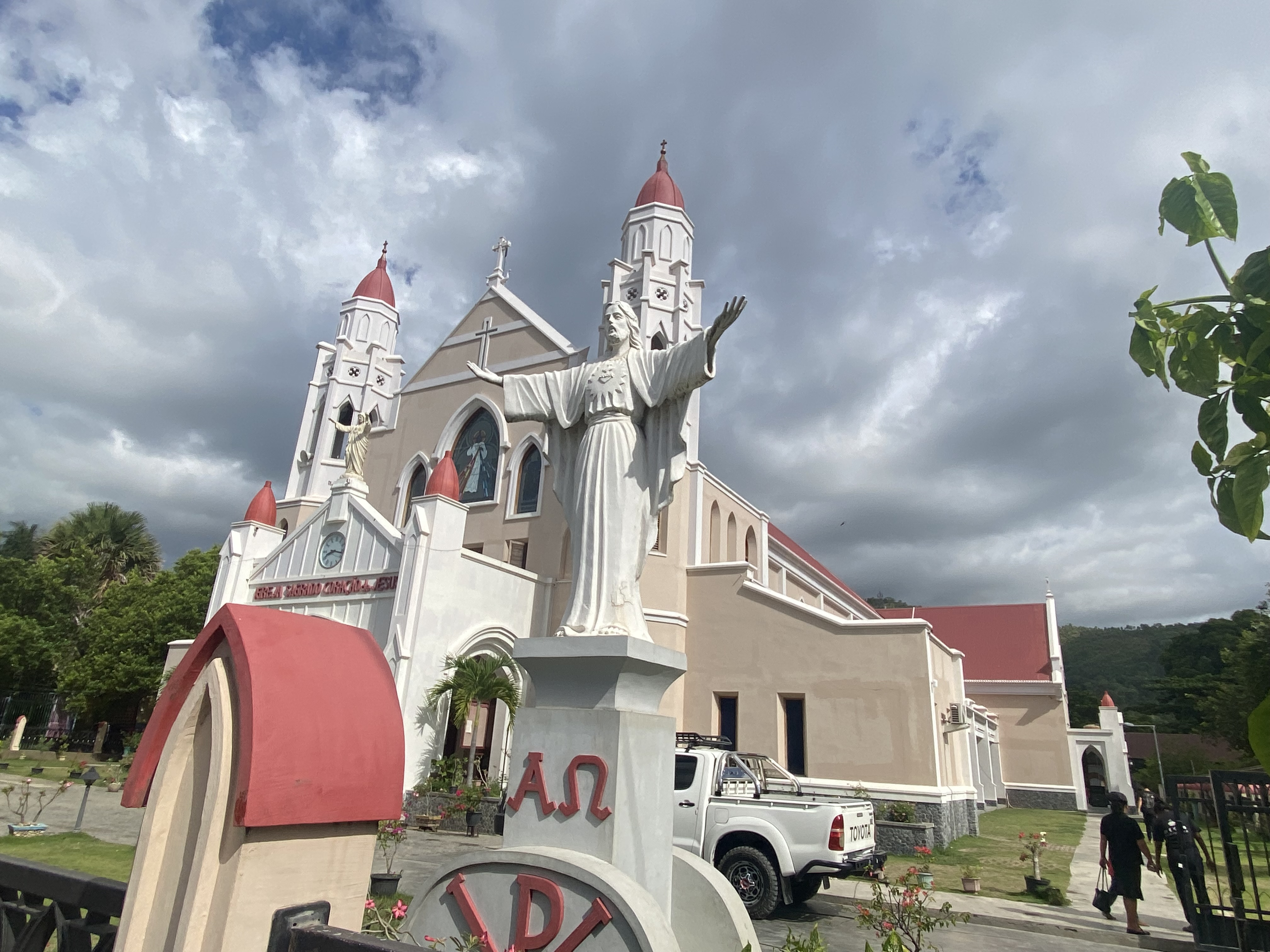
Sagrada Coração de Jesus

Becusi Centro befindet sich im nördlichen des dreigeteilten Territoriums Becoras und liegt dort im Zentrum. Es entspricht in etwa dem Ortsteil Becusi Leten. Im Westen grenzt Becusi Centro an die Aldeia Becusi Craic, im Norden mit der Avenida de Becora an die Aldeias Au-Hun und Maucocomate, im Osten an die Aldeia Clac Fuic und im Süden mit der Rua de Becussi an die Aldeia Caqueu Laran.
In Becusi Centro befinden sich zahlreiche Bildungseinrichtungen: Die Escola 12 de Novembro, die Prä-Sekundarschule und die Sekundarschule Herois da Patria, die Universidade Oriental Timor Loro sa'e (UNITAL), die Escola Técnica Profissional de Becora und die Escola Secundária Técnico Vocacional de Hospitalidade e Turismo (EHT). Im Osten steht die Polizeistation Becora und im Nordwesten die Sagrada Coração de Jesus, die Herz-Jesu-Kirche von Becora.